# Nová Ves (Pohořelice)
Nová Ves (deutsch Mariahilf) ist ein Ortsteil von Pohořelice (Pohrlitz) im Jihomoravský kraj (Südmähren) in Tschechien. Er liegt 15 Kilometer nördlich der österreichisch-tschechischen Grenze. Der Ort ist als ein Breitstraßendorf angelegt.

## Geographie
Nachbarorte sind im Westen Vlasatice (Wostitz), im Süden Pasohlávky (Weißstätten), im Osten Ivaň (Eibis) und im Norden Pohořelice (Pohrlitz) und Cvrčovice u Pohořelic (Urspitz).

## Geschichte
Der Ort wurde im Jahre 1701 von Fürst Leopold von Dietrichstein nahe der im Jahre 1574 verödeten Ortschaft Lenowitz gegründet. Die anfangs noch unter „Neue Dorf“ bekannte Ortschaft erhielt bald den Namen „Mariahilf“. Die „ui“- Mundart (bairisch-österreichisch) mit ihren speziellen Bairischen Kennwörtern, welche bis in das Schicksalsjahr 1945 gesprochen wurde, weist darauf hin, dass die Siedler aus dem österreichischen bzw. süddeutschen Raum stammten. Die Matriken des Ortes wurden seit 1701 und die Grundbücher ab 1711 geführt.
Im Österreichischen Erbfolgekrieg wurde der Ort von preußischen und sächsischen Truppen besetzt und geplündert. Während des Dritten Koalitionskrieges besetzten die Franzosen im Jahre 1805 das Dorf. Nach der bald darauf folgenden Schlacht bei Austerlitz wurde in Mariahilf ein Spital für verwundete Franzosen errichtet. Im Laufe des Deutsch-Österreichischen Krieges, 1866, schleppten preußische Soldaten die Cholera in den Ort ein. An dieser Seuche starben 16 Personen in Mariahilf. Im Jahre 1874 wurde mit Unterstützung der Gräfin Herberstein und dem Fondsgut Dürnholz eine Schule im Ort errichtet. Vorher waren die Kinder von Mariahilf in Wostitz eingeschult gewesen. Der größte Teil der Bewohner lebte von der Landwirtschaft, insbesondere vom Anbau von verschiedenen Getreidesorten, Kartoffeln, Zucker- und Futterrüben, Erbsen, Linsen, Bohnen und Obst. Ebenso war die Jagd auf Hasen, Rehe, Fasane und Rebhühner sehr ergiebig.
Nach dem Ersten Weltkrieg kam der zuvor zu Österreich-Ungarn gehörende Ort, der 1910 zu 97 % von Deutschmährern bewohnt wurde, durch den Vertrag von Saint-Germain zur Tschechoslowakei. Maßnahmen folgten wie die Bodenreform und die Sprachenverordnung (1926), wodurch es durch Siedler und neu besetzte Beamtenposten zu einem vermehrten Zuzug von Personen tschechischer Nationalität kam. Zwischen 1938 und 1945 gehörte der Ort Mariahilf infolge des Münchner Abkommens zum Reichsgau Niederdonau.
Im Zweiten Weltkrieg hatte der Ort 32 Opfer zu beklagen. Die deutschen Bewohner wurden 1945 als Folge des Kriegs enteignet und größtenteils vertrieben. Im Jahre 2001 bestand das Dorf aus 108 Wohnhäusern, in denen 326 Menschen lebten.

## Wappen und Siegel
Das erste Siegel des Ortes stammte aus dem Jahre 1705. Es zeigt fünf gleichmäßig verteilte Siedlerhäuser über einem Winzermesser und einer Traube. Über den Häusern ist die Muttergottes mit dem Jesuskind abgebildet. Ein späteres Siegel aus dem 19. Jahrhundert zeigt in einer Umschrift die Muttergottes mit dem Jesuskind und darunter ein Winzermesser und eine Traube. In der Zwischenkriegszeit wurde das Siegel zweisprachig und nach dem Anschluss im Jahre 1938 wurde das reichseinheitliche Gemeindesiegel mit dem Reichsadler verwendet.

## Bevölkerungsentwicklung
| Volkszählung | Einwohner gesamt | Volkszugehörigkeit der Einwohner | Volkszugehörigkeit der Einwohner | Volkszugehörigkeit der Einwohner |
| Jahr         | Einwohner gesamt | Deutsche                         | Tschechen                        | Andere                           |
| ------------ | ---------------- | -------------------------------- | -------------------------------- | -------------------------------- |
| 1880         | 544              | 516                              | 26                               | 2                                |
| 1890         | 566              | 556                              | 8                                | 2                                |
| 1900         | 554              | 527                              | 27                               | 0                                |
| 1910         | 535              | 523                              | 12                               | 0                                |
| 1921         | 528              | 460                              | 66                               | 2                                |
| 1930         | 545              | 412                              | 141                              | 2                                |
| 1991         | 342              |                                  |                                  |                                  |
| 2001         | 326              |                                  |                                  |                                  |

## Sehenswürdigkeiten
- Kirche Mariahilf (1839)
- Kriegergedenktafel an der Kirche (1926)
- Statue des Hl. Johannes von Nepomuk
- Steinkreuz (1843)[9]

## Brauchtum
Reiches Brauchtum bestimmte den Jahresablauf der 1945/46 vertriebenen, deutschen Ortsbewohner:
- Der Kirtag wurde immer am dritten Sonntag des Oktobers abgehalten.

## Sagen aus dem Ort
Unter den deutschen Ortsbewohnern gab es verschiedene Mythen:
- Der Ort erhielt seinen neuen Namen, als ein Reiter in das Sumpfgebiet geriet und für seine Rettung die Jungfrau Maria angerufen hatte. Nach der Rettung des Reiter stiftete er der Kapelle ein Votivbild.